# هجمات لندن يونيو 2017
هجمات لندن يونيو 2017 هي عدت هجمات إرهابية تمت في 3 يونيو 2017، بدءا من الساعة 22:08 ت ص ب، حيث وقعت «سلسلة من الهجمات الإرهابية المنسقة» في وسط لندن في المملكة المتحدة. على الساعة 23:46، قالت شرطة العاصمة للناس في المناطق المتضررة إلى «الهروب والاختفاء». الشرطة في جسر لندن كوردون تقول أن هناك أكثر من حالة وفاة واحدة.

## التفاصيل

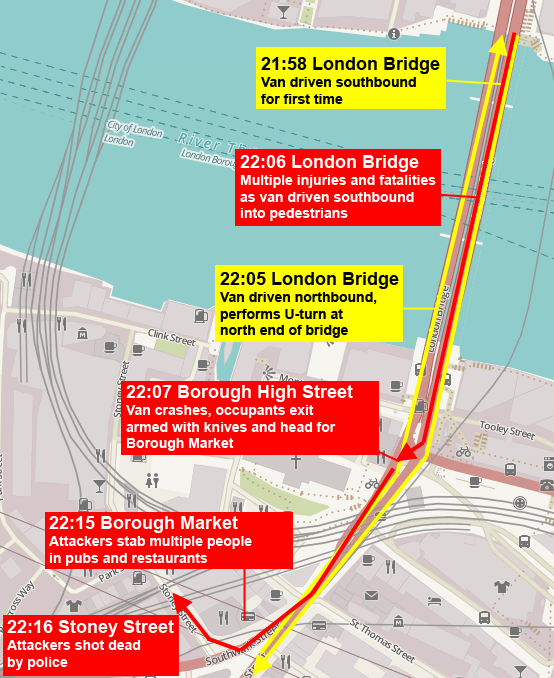
خريطة مسار الهجوم

في يوم السبت 3 يونيو 2017 في حوالي الساعة 22.08 مساء استُدعِيت الشرطة المسلحة وسيارات الإسعاف استجابة لتقارير عن شاحنة صغيرة بيضاء صدمت عدة أشخاص كانوا يعبرون جسر لندن ولقد أُغلِقت المنطقة ومحطات القطار القريبة وقال شهود عيان إن شاحنة صغيرة انحرفت عن مسارها وصعدت على رصيف المشاة وتعمدت صدم عدد من الأشخاص وقالت صحفية بي بي سي، هولي جونز، «كانت شاحنة صغيرة بيضاء تسير مسرعة ربما بسرعة 50 ميلا في الساعة ولقد انحرفت عن مسارها وتعمدت الصعود على ممر مملوء بالمشاة كانوا يعبرون آنذاك الجسر» وأضافت جونز «مر السائق بمحاذاتي تماما ثم صدم نحو 5 أو 6 أشخاص» وواصلت الشاحنة الصغيرة طريقها نحو سوق بارا حيث طعن المشتبه بهم عدة أشخاص في المنطقة التي كانت تعج آنذاك بحشود تقضي يوم السبت خارج البيت.

## ردود الفعل

### المحلية
- تيريزا ماي: قالت رئيسة الوزراء البريطانية إن الكيل طفح بعد تزايد الهجمات الإرهابية في بريطانيا، وأنه إذا كانت هناك حاجة لتشديد الأحكام على جرائم الإرهاب، حتى إن كانت بسيطة؛ فـ«سنفعل ذلك» وشددت على ضرورة بذل الجهود لضبط حسابات المتطرفين على الإنترنت، وأن الهجمات تجمعها الأيديولوجيات التي تشوّه الحقيقة، وهي لا تشبه الإسلام وأكدت على الإبقاء على موعد الانتخابات الخميس، وضرورة استئناف الحملة الانتخابية الاثنين.[7]
- قال صادق خان رئيس بلدية لندن إن الهجوم الذي وقع في وسط لندن «هجوم متعمد وجبان» وإنه سيشارك في اجتماع أمني مع رئيسة الوزراء تيريزا ماي أضاف «لا أعرف التفاصيل الكاملة بعد لكن هذا كان هجوما متعمدا وجبانا على سكان وزوار لندن الأبرياء... أدينه بأشد العبارات الممكنة. لا مبرر لمثل هذه الأفعال الهمجية».[8]

### الدولية
- السعودية: عبر مصدر مسؤول بوزارة الخارجية السعودية، عن إدانة المملكة العربية السعودية وإستنكرها الشديدين للهجمات التي وقعت في عاصمة المملكة المتحدة لندن، وأسفرت عن عدد من القتلى والجرحي.[9]
- الكويت: أكد موقف دولة الكويت الثابت والرافض للإرهاب بكافة أشكاله وصوره وسعيها مع المجتمع الدولي للقضاء عليه.[10]
- قطر: أعربت دولة قطر عن ادانتها واستنكارها الشديدين لحوادث الدهس والطعن التي وقعت في العاصمة البريطانية لندن واسفرت عن سقوط عدد من القتلى والجرحى.[11]
- عُمان: أصدرت وزارة الخارجية العمانية بيانًا رسميًا أعربت فيه عن إدانة السلطنة الشديدة لحوادث الدهس والطعن التي وقعت في العاصمة البريطانية لندن، وأسفرت عن سقوط عدد من القتلى والجرحى.[12]
- البحرين: أعربت وزارة الخارجية البحرينية عن إدانة المملكة لحوادث الدهس والطعن التي وقعت في العاصمة البريطانية لندن.[13]
- الإمارات العربية المتحدة: أعربت دولة الإمارات العربية المتحدة عن إدانتها للهجمات الإرهابية، التي وقعت وسط العاصمة البريطانية لندن، وأسفرت عن مقتل وإصابة العشرات.[14]
- لبنان: أدان الرئيس اللبنانى العماد ميشال عون، الاعتداء الإرهابي الذي استهدف مدينة لندن واصفا اياه بـ «الجبان».[15]
- الجزائر: أدانت الجزائر «ببالغ الشدة» الهجومات الإرهابية التي استهدفت العاصمة البريطانية، معربة عن «تضامنها» مع بريطانيا حكومة وشعبا ومع عائلات الضحايا البريطانيين ومن باقي الجنسيات.[16]
- العراق: أعلنت دولة العراق إدانتها لهجوم لندن، الذي وقع، فيما عبر عن تضامنه ومؤازرته للمملكة المتحدة بوجه الإرهاب.[17]
- تركيا: أدانت الخارجية التركية، وبأشد العبارات، الهجومين اللذين وقعا في منطقتي «جسر لندن» و«بروغ ماركت» وسط العاصمة البريطانية لندن، وأسفرا عن قتلى وجرحى.[18]
- إندونيسيا: أدانت إندونيسيا الهجمات الإرهابية التي شهدتها العاصمة البريطانية (لندن) وأسفرت عن مقتل وإصابة العشرات من المواطنين.[19]
- إسرائيل: أدانت وزارة الخارجية الإسرائيلية ونواب إسرائيليون، الهجمات “المروعة” التي ضربت لندن.[20]
- مصر: أدانت مصر في بيان صادر عن الخارجية بأشد العبارات حادثيّ جسر لندن وبوروماركت الإرهابيين، اللذين وقعا وأسفرا عن سقوط عدد من القتلي والمصابي وأعربت مصر عن تعازيها لحكومة وشعب المملكة المتحدة الصديق، متمنية الشفاء العاجل للمصابين.[21]
- إيران: قال المتحدث باسم وزارة الخارجية الإيرانية بهرام قاسمي: «الهجوم الذي وقع في لندن والهجمات الأخرى خلال الأيام الأخيرة تعد إنذارا تحذيريا خطيرا».[22]
- كوريا الجنوبية: قال المتحدث باسم وزارة الخارجية جو جون هيوك ـ وفقا لوكالة أنباء (يونهاب) الكورية الجنوبية ـ«إن الحكومة الكورية الجنوبية تدين بشدة هذه الهجمات الإرهابية الوحشية التي استهدفت أرواح الأبرياء، وتعرب عن خالص تعازيها، ومواساتها إلى الضحايا وأسرهم والشعب البريطاني».[23]
- الولايات المتحدة: نشر الرئيس الأمريكي دونالد ترامب تغريدة على حسابه بموقع تويتر، يدين فيها الهجوم الذي وقع في لندن، معربًا عن تضامنه ودعمه للمملكة المتحدة وقال ترامب: «أيا كان ما تستطيع الولايات المتحدة القيام به للمساعدة في لندن والمملكة المتحدة، فإننا سنكون إلى جانبكم. حفظكم الله».[24]
- الهند: أدان رئيس الوزراء الهندي ناريندرا مودي هجوم لندن، الذي وقع، واصفًا إيّاه بـ«الصادمة».[25]
- روسيا: أعرب الرئيس الروسي فلاديمير بوتين عن أصدق تعازيه لأهالي ضحايا سلسلة الهجمات في العاصمة البريطانية لندن، والتي أسفرت عن مقتل 7 أشخاص وإصابة 48 آخرين على الأقل.[26]

### منظمات محلية وإقليمية ودولية
- منظمة التعاون الإسلامي: أعرب الأمين العام لمنظمة التعاون الإسلامي الدكتور يوسف بن أحمد العثيمين عن صدمته وحزنه، إزاء هذا العمل الشنيع، الذي يتنافى مع حرمة النفس البشرية والإنسانية جمعاء.[27]
- المجلس الإسلامي البريطاني: أدان المجلس الإسلامي البريطاني بأشد العبارات العمليات الإرهابية التي وقعت في العاصمة لندن، وأدت إلى وقوع قتلى وجرحى.[28]